# Дубенка (Тернопольская область)
Дубенка (укр. Дубенка) — село в Монастырисской городской общине Чортковского района Тернопольской области Украины.
До 2020 года входило в Монастырисский район.
Население по переписи 2001 года составляло 679 человек. Почтовый индекс — 48350. Телефонный код — 3555.